# Liste der Kardinalpriester von Santa Prisca
Folgende Kardinäle waren Kardinalpriester von Santa Prisca (lat. Titulus Sanctae Priscae):
- Johannes (1099)
- Romanus (1101–1114)
- Gregorius (1115–1121)
- Gerardo (1123–1129)
- Henricus (1129–1130)
- Gregorius (1135–1137)
- Raniero (1140–1146)
- Astaldo degli Astalli (1151–1161)
- Giovanni di San Paolo (1193–1204)
- Pierre Arnaud OSB (1305–1306)
- Arnaud Nouvel OCist (1310–1317)
- Simon d’Archiac (1320–1323)
- Jacques Fournier OCist (1327–1334)
- Gozzio Battaglia (1339–1348)
- Bertrand Lagier OFM (1371–1375)
- Agapito Colonna (1378–1380)
- Giacomo d’Itri (oder de Viso) (1378–1387), Pseudokardinal von Gegenpapst Clemens VII.
- Pileo di Prata (1387–1391), Pseudokardinal von Gegenpapst Clemens VII.
- Zbigniew Oleśnicki (1440–1455)
- Juan de Mella (1456–1465)
  - vakant (1465–1496)
- Juan de Castro (1496–1506)
- Niccolò Fieschi (1506–1511); in commendam (1511–1524)
  - vakant (1518–1525)
- Andrea della Valle (1525–1533)
  - vakant (1533–1537)
- Giovanni Vincenzo Carafa (1537)
- Rodolfo Pio (1537–1543)
- Bartolomeo Guidiccioni (1543–1549)
- Federico Cesi (1550–1557)
- Giovanni Angelo de’ Medici (1557–1559), dann Papst Pius IV.
- Jean Bertrand (1560)
- Jean Suau (1560–1566)
- Bernardo Salviati (1566–1568)
- Antoine Perrenot de Granvelle (1568–1570)
- Stanislaus Hosius (1570)
- Girolamo da Correggio (1570)
- Giovanni Francesco Gambara (1570–1572)
- Alfonso Gesualdo (1572–1578)
- Flavio Orsini (1578–1581)
- Pedro de Deza (1584–1587)
- Girolamo Simoncelli (oder Simonelli) (1588–1598)
- Benedetto Giustiniani (1599–1611)
- Bonifazio Bevilacqua (1611–1613)
- Carlo Conti di Poli (1613–1615)
- Tiberio Muti (1616–1636)
  - vakant (1636–1647)
- Francesco Adriano Ceva (1643–1655)
- Giulio Gabrielli (1656–1667)
- Carlo Pio di Savoia (1667–1675)
- Alessandro Crescenzi (1675–1688)
- Marcello Durazzo (1689–1701)
- Giuseppe Archinto (1701–1712)
- Francesco Maria Casini OFMCap (1712–1719)
- Giovanni Battista Salerni SJ (1720–1726)
- Luis Belluga y Moncada (1726–1737)
- Pietro Luigi Carafa (1737–1740)
- Silvio Valenti Gonzaga (1740–1747)
- Mario Millini (oder Mellini) (1747–1748)
  - vakant (1748–1760)
- Lodovico Merlino (1760–1762)
  - vakant (1762–1801)
- Francesco Mantica (1801–1802)
  - vakant (1802–1832)
- Francesco Maria Pandolfi Alberici (1832–1835)
- Giuseppe Alberghini (1835–1847)
  - vakant (1847–1862)
- Miguel García Cuesta (1862–1873)
- Tommaso Maria Martinelli OESA (1875–1884)
- Michelangelo Celesia OSBCas (1884–1887)
  - vakant (1887–1891)
- Luigi Sepiacci OESA (1891–1896)
- Domenico Ferrata (1896–1914)
- Vittorio Amedeo Ranuzzi de’ Bianchi (1916–1927)
- Charles-Henri-Joseph Binet (1927–1936)
- Adeodato Giovanni Piazza OCD (1937–1949)
- Angelo Giuseppe Roncalli (1953–1958)
- Giovanni Urbani (1958–1962)
- José da Costa Nunes (1962–1976)
- Giovanni Benelli (1977–1982)
- Alfonso López Trujillo (1983–2001)
- Justin Francis Rigali (seit 2003)